# Stupan i Fellingsbro
Stupan i Fellingsbro är ett buddhistiskt monument som invigdes 1988 av den fjortonde Dalai Lama, Tenzin Gyatso. Det är Sveriges första stupa, och den byggdes intill kursgården Solbo som används för retretter och kurser i tibetansk buddhism. Stupan kallas ibland för ett "fredsmonument", eftersom stupor syftar till att utgöra en påminnelse om att leva fridfullt, medkännande, förstående och att avstå från våld.
2005 byggdes även ett litet tempel i anslutning till stupan. Templet byggdes av två ryska invandrare som byggde templet till Padmasambhavas ära, en indisk buddhistisk mästare från 700-talet. 2012 genomgick stupan en renovation. 2020 var en ny stupa under konstruktion i närheten. Den nya stupan är placerad intill Mandalalunden, en buddhistisk askgravlund. Första gången en avlidens aska spreds på lunden och ceremonier hölls var i augusti 2020, även om gravlunden då inte var officiellt invigd eller färdigställd. Tillstånd för gravlunden hade inhämtats från Länsstyrelsen året innan.